# Фирстов, Владислав Алексеевич
Владислав Алексеевич Фи́рстов (род. 19 июня 2001, Ярославль) — российский хоккеист, нападающий. Игрок клуба КХЛ «Торпедо». Мастер спорта России (2024).

## Карьера
Воспитанник школы ярославского «Локомотива», которую прошёл вплоть до попадания в команду «Локо-Юниор» в НМХЛ.
В 2018 году начал выступать на уровне хоккейной лиги США (USHL). Спустя сезон поступил на учёбу в университет города Коннектикут, где продолжил выступления в университетской команде под эгидой NCAA. В 2019 году попал на драфт НХЛ, где его выбрала команда «Миннесота Уайлд». В 2022 году дебютировал на уровне Американской хоккейной лиги (AHL), в составе фарм-клуба «Айова Уайлд».
В мае 2022 года права на хоккеиста в России в результате обмена перешли от ярославского «Локомотива» к нижегородскому «Торпедо». В октябре того же года «Торпедо» арендовало до конца сезона Фирстова у «Миннесоты». 26 октября состоялся дебют Фирстова на уровне КХЛ. 14 ноября 2022 года в гостевом матче против команды «Куньлунь Ред Стар» забросил свою первую шайбу в КХЛ.

## В сборной
Дебютировал в составе юниорской сборной России на чемпионате мира 2021. На этом турнире провёл 5 матчей и по итогу завоевал со сборной серебряные медали соревнований.